# Carbuss
 (janvier 2020).
Carbuss - Indústria de Carrocerias Catarinense Ltda. est un constructeur de bus brésilien. La société a son siège social à Joinville dans le sud du Brésil, où ce sont des locaux industriels qui couvrent 1 000 000 m2 (10 763 910,4 pi2), dont un immeuble de 84 000 m2 (904 168,4736 pi2).

## Histoire
L'entreprise a ses origines dans une entreprise créée lors de l'achat de l'usine de Joinville. Pour l'entreprise doit être déposé 9,4 millions de R$ en espèces et 57,74 millions de R $ supplémentaires à payer en 52 versements avec correction monétaire. Le 12 juin 2017, l'entreprise a reçu le nom de Carbuss - Indústria de Carrocerias Catarinense Ltda. D'ici à 2018, 500 employés doivent être embauchés. Après cinq ans d'arrêt, l'usine reviendrait pour produire des bus à partir de 2018 avec des investissements qui passeraient de 100 millions de BRL. Après que tout le matériel a été évalué pour voir ce qui peut encore être utilisé, commence l'embauche du personnel de production,.
80 employés travaillent en ingénierie et en maintenance mécanique et bâtiment. La production d'autobus aurait lieu au premier semestre 2018.
Une dizaine de milliers de CV ont déjà été reçus et la préférence a été donnée aux salariés licenciés dans l'ancienne administration Busscar.
Le propriétaire a déclaré qu'il avait une refonte complète de la gamme de produits, y compris les noms commerciaux des modèles, mais à la suite du vieux Busscar, avec la qualité et le design différencié qui ont toujours marqué l'entreprise. Ainsi, certaines lignes du design doivent être modifiées, mais en suivant le design traditionnel des corps. Les nouveaux produits ont été mis à jour dans des solutions fonctionnelles, de l'Euro 3 à 5, et esthétiques, mais sans perdre l'ADN des lignes et des finitions de Busscar.
Le groupe d'investisseurs a acquis la marque Busscar, des équipements, des projets et des parcs industriels. La société n'a assumé aucune des anciennes dettes. Busscar Colombia continue de fonctionner comme une entreprise indépendante. Bien que «Caio» et «Busscar» soient des sociétés différentes, la synergie dans la performance des deux, les échanges technologiques, l'utilisation de la structure des ventes, la logistique, etc. sont courants.
Dix mois après l'acquisition, les nouveaux propriétaires avaient déjà embauché 180 salariés et l'objectif est d'avoir 500 à 800 salariés jusqu'à fin 2018.
La ligne de production a démarré le 2 mai 2018 avec trois bus, Vissta Bus 360 à Viação Paraty, à Araraquara Brésil, un client qui a demandé à recevoir la voiture no 001, un Vissta Bus 340 pour Viação Osasco, pour rouler dans le Grand São Paulo, ligne EMTU (Metropolitan Urban Transport Company) et un démonstrateur Vissta Bus DD.

## Modèles
- El Buss 320 2019
- Vissta Buss 340
- Vissta Buss 360
- Vissta Buss 400 LD
- Vissta Buss DD